# Liste der Monuments historiques in Dolancourt
Die Liste der Monuments historiques in Dolancourt führt die Monuments historiques in der französischen Gemeinde Dolancourt auf.

## Liste der Objekte
| Bezeichnung      | Beschreibung                                                              | Standort                      | Kennzeichnung | Schutzstatus | Datum | Bild |
| ---------------- | ------------------------------------------------------------------------- | ----------------------------- | ------------- | ------------ | ----- | ---- |
| Weihwasserbecken | Kalkstein, 15. oder 16. Jahrhundert; 1942 bis auf drei Fragmente zerstört | in der Kirche St-Léger (Lage) | PM10000717    | Classé       | 1913  |      |
| Grabstein        | Kalkstein, bezeichnet 1296; nicht auffindbar                              | in der Kirche St-Léger (Lage) | PM10000716    | Classé       | 1913  |      |